# Oud-Heverlee Leuven in het seizoen 2023/24
Oud-Heverlee Leuven neemt in het seizoen 2023 - 2024 deel aan de Jupiler Pro League en Croky Cup.

## Spelerskern 2023/24
| Nr.           | Naam                    | Nationaliteit | Geboortedatum | Vorige club                    |
| ------------- | ----------------------- | ------------- | ------------- | ------------------------------ |
| Keepers       |                         |               |               |                                |
| 1             | Tobe Leysen             | België        | 09-03-2002    | KRC Genk (2019-2023)           |
| 16            | Maxence Prévot          | Frankrijk     | 09-04-1997    | FC Sochaux (2016-2023)         |
| 38            | Oregan Ravet            | België        | 13-07-2001    | Eigen jeugd                    |
| Verdedigers   |                         |               |               |                                |
| 6             | Joren Dom               | België        | 29-11-1989    | Beerschot VA (2017-2022)       |
| 14            | Federico Ricca          | Uruguay       | 01-12-1994    | Club Brugge (2019-2022)        |
| 18            | Florian Miguel          | Frankrijk     | 01-09-1996    | SD Huesca (2021-2023)          |
| 20            | Hamza Mendyl            | Marokko       | 21-10-1997    | FC Schalke 04 (2018-2022)      |
| 22            | Alexandro Calut         | België        | 22-04-2003    | Standard Luik (2021-2023)      |
| 23            | Joël Schingtienne       | België        | 14-08-2002    | Eigen jeugd                    |
| 24            | Franco Russo            | Argentinië    | 25-10-1994    | PFK Ludogorets (2023-2024)     |
| 28            | Ewoud Pletinckx         | België        | 10-10-2000    | Zulte Waregem (2018-2022)      |
| 30            | Takahiro Akimoto        | Japan         | 31-01-1998    | Urawa Red Diamonds (2021-2024) |
| 37            | Milan Taildeman         | België        | 27-06-2001    | Eigen jeugd                    |
| 52            | Richie Sagrado          | België        | 30-01-2004    | Eigen jeugd                    |
| 77            | Thibault Vlietinck      | België        | 19-08-1997    | Club Brugge (2016-2022)        |
| Middenvelders |                         |               |               |                                |
| 8             | Siebe Schrijvers        | België        | 18-07-1996    | Club Brugge (2018-2021)        |
| 11            | Ezechiel Banzuzi        | Nederland     | 16-02-2005    | NAC Breda (2021-2023)          |
| 13            | Sofian Kiyine           | Marokko       | 02-10-1997    | SS Lazio (2019-2022)           |
| 17            | Kento Misao             | Japan         | 16-04-1996    | CD Santa Clara (2022-2023)     |
| 25            | Manuel Osifo            | België        | 31-07-2003    | KV Oostende (2021-2024)        |
| 33            | Mathieu Maertens        | België        | 27-03-1995    | Cercle Brugge (2013–2017)      |
| 88            | Youssef Maziz           | Frankrijk     | 24-06-1998    | FC Metz (2017–2023)            |
| Aanvallers    |                         |               |               |                                |
| 7             | Jón Dagur Thorsteinsson | IJsland       | 26-11-1998    | Aarhus GF (2019-2022)          |
| 9             | Jonatan Braut Brunes    | Noorwegen     | 07-08-2000    | Strømsgodset IF (2022-2023)    |
| 15            | Konan N'Dri             | Ivoorkust     | 27-10-2000    | KAS Eupen (2019-2023)          |
| 19            | Suphanat Mueanta        | Thailand      | 02-08-2002    | Buriram United (2018-2023)     |
| 21            | Nathan Opoku            | Ghana         | 22-07-2001    | Leicester City (2022-2023)     |
| 43            | Nachon Nsingi           | België        | 27-04-2001    | Eigen jeugd                    |

## Technische staf
| Naam           | Nationaliteit | Geboortedatum    | Bij OHL sinds | Functie           |
| -------------- | ------------- | ---------------- | ------------- | ----------------- |
| Óscar García   | Spanje        | 26 april 1973    | 2023          | Hoofdtrainer      |
| Manel Expósito | Spanje        | 29 november 1981 | 2023          | Assistent-trainer |
| Bram Verbist   | België        | 05 maart 1983    | 2020          | Keeperstrainer    |

## Transfers

### Zomer

#### Inkomend
| #  | Positie      | Naam                 | Vorige club     | Prijs        | Datum            |
| -- | ------------ | -------------------- | --------------- | ------------ | ---------------- |
| 1  | Verdediger   | Alexandro Calut      | Standard Luik   | Huur         | 1 juli 2023      |
| 2  | Middenvelder | Ezechiel Banzuzi     | NAC Breda       | € 1.200.000  | 1 juli 2023      |
| 3  | Verdediger   | Raz Shlomo           | Maccabi Netanya | € 1.100.000  | 3 juli 2023      |
| 4  | Middenvelder | Kento Misao          | CD Santa Clara  | € 1.300.000  | 19 juli 2023     |
| 5  | Aanvaller    | Konan N'Dri          | KAS Eupen       | € 1.300.000  | 21 juli 2023     |
| 6  | Verdediger   | Florian Miguel       | SD Huesca       | Transfervrij | 25 juli 2023     |
| 7  | Doelman      | Maxence Prévot       | FC Sochaux      | Transfervrij | 13 augustus 2023 |
| 8  | Aanvaller    | Jonatan Braut Brunes | Strømsgodset IF | € 2.600.000  | 14 augustus 2023 |
| 9  | Doelman      | Tobe Leysen          | KRC Genk        | € 550.000    | 19 augustus 2023 |
| 10 | Middenvelder | Youssef Maziz        | FC Metz         | € 1.500.000  | 29 augustus 2023 |
| 11 | Aanvaller    | Suphanat Mueanta     | Buriram United  | Huur         | 5 september 2023 |

#### Uitgaand
| # | Positie      | Naam              | Naar              | Prijs        | Datum            |
| - | ------------ | ----------------- | ----------------- | ------------ | ---------------- |
| 1 | Aanvaller    | Mario González    | SC Braga          | Einde huur   | 30 juni 2023     |
| 2 | Aanvaller    | Musa Al-Taamari   | Montpellier HSC   | Transfervrij | 1 juli 2023      |
| 3 | Middenvelder | João Gamboa       | Pogoń Szczecin    | ?            | 1 juli 2023      |
| 4 | Verdediger   | Louis Patris      | RSC Anderlecht    | € 3.500.000  | 8 juli 2023      |
| 5 | Verdediger   | Casper De Norre   | Millwall FC       | € 2.500.000  | 21 juli 2023     |
| 6 | Doelman      | Nordin Jackers    | Club Brugge       | Huur         | 1 augustus 2023  |
| 7 | Verdediger   | Dylan Ouedraogo   | FC Stade Lausanne | Transfervrij | 8 augustus 2023  |
| 8 | Middenvelder | Mandela Keita     | R. Antwerp FC     | Huur         | 10 augustus 2023 |
| 9 | Middenvelder | Kristiyan Malinov | KV Kortrijk       | Transfervrij | 18 augustus 2023 |
| 9 | Middenvelder | Emmanuel Toku     | Aalborg BK        | Huur         | 31 augustus 2023 |
| 9 | Doelman      | Valentin Cojocaru | Pogoń Szczecin    | Huur         | 4 september 2023 |

### Winter

#### Inkomend
| # | Positie      | Naam             | Naar               | Prijs     | Datum           |
| - | ------------ | ---------------- | ------------------ | --------- | --------------- |
| 1 | Middenvelder | Takahiro Akimoto | Urawa Red Diamonds | Huur      | 20 januari 2024 |
| 2 | Verdediger   | Franco Russo     | PFK Ludogorets     | Huur      | 30 januari 2024 |
| 2 | Middenvelder | Manuel Osifo     | KV Oostende        | € 100.000 | 1 februari 2024 |

#### Uitgaand
| # | Positie      | Naam               | Naar             | Prijs       | Datum           |
| - | ------------ | ------------------ | ---------------- | ----------- | --------------- |
| 1 | Middenvelder | Raphael Holzhauser | Transfervrij     | Gratis      | 15 januari 2024 |
| 2 | Verdediger   | Raz Shlomo         | Maccabi Tel-Aviv | € 1.150.000 | 2 februari 2024 |

## Jupiler Pro League

### Reguliere competitie

#### Wedstrijden
| Jupiler Pro League                                                                                           |                                                                                |                                     |                                    | |                                                          |
| Wedstrijddetails                                                                                             | Thuisploeg                                                                     | Uitslag                             | Uitploeg                           | Opstelling | Kaarten                                                  |
| Heenronde |                                                                                |                                     |                                    | |                                                          |
| 29 juli 2023 18:15 Stade du Pays de Charleroi Charleroi Ref.: Nathan Verboomen Toeschouwers: 0               | Sporting Charleroi                                                             | 1 – 1                               | OH Leuven                          | Cojocaru Sagrado (46' N'Dri), Pletinckx, Ricca, Mendyl (81' Nsingi) Banzuzi, Holzhauser (46' Maertens), Schrijvers Thorsteinsson (81' Dom), Opoku, Vlietinck (72' Kiyine)   | 62' Maertens                                             |
| 29 juli 2023 18:15 Stade du Pays de Charleroi Charleroi Ref.: Nathan Verboomen Toeschouwers: 0               | Dabbagh 10'                                                                    | 1 – 0 1 – 1                         | 84' (pen.) Opoku                   | Cojocaru Sagrado (46' N'Dri), Pletinckx, Ricca, Mendyl (81' Nsingi) Banzuzi, Holzhauser (46' Maertens), Schrijvers Thorsteinsson (81' Dom), Opoku, Vlietinck (72' Kiyine)   | 62' Maertens                                             |
| 5 augustus 2023 20:45 King Power at Den Dreef Stadion Heverlee Ref.: Arthur Denil Toeschouwers: 6.217        | OH Leuven                                                                      | 1 – 2                               | RWDM                               | Cojocaru Sagrado (76' Nsingi), Pletinckx, Ricca, Mendyl (81' Nsingi) Banzuzi, Keita (64' Holzhauser), Schrijvers Maertens (64' N'Dri), Opoku, Thorsteinsson                 | 21' Sagrado 31' Mendyl 90' Thorsteinsson 90+4' Pletinckx |
| 5 augustus 2023 20:45 King Power at Den Dreef Stadion Heverlee Ref.: Arthur Denil Toeschouwers: 6.217        | Sagrado 18'                                                                    | 1 – 0 1 – 1 1 – 2                   | 44' Biron 48' (pen.) Biron         | Cojocaru Sagrado (76' Nsingi), Pletinckx, Ricca, Mendyl (81' Nsingi) Banzuzi, Keita (64' Holzhauser), Schrijvers Maertens (64' N'Dri), Opoku, Thorsteinsson                 | 21' Sagrado 31' Mendyl 90' Thorsteinsson 90+4' Pletinckx |
| 12 augustus 2023 18:15 Joseph Marienstadion Vorst Ref.: Erik Lambrechts Toeschouwers: 5.731                  | Union Sint-Gillis                                                              | 5 – 1                               | OH Leuven                          | Cojocaru Dom, Pletinckx, Ricca, Mendyl Kiyine (81' Maertens), Miguel (90' Sagrado), Banzuzi (75' N'Dri), Schrijvers (90' Schingtienne) Thorsteinsson, Opoku (74' Nsingi)    | 44' Banzuzi 53' Dom 61' Kiyine 90+7' Mendyl              |
| 12 augustus 2023 18:15 Joseph Marienstadion Vorst Ref.: Erik Lambrechts Toeschouwers: 5.731                  | Terho 21' Puertas 34' Ayensa 65' (pen.) Ayensa 74' (pen.) Nilsson 90+8' (pen.) | 1 – 0 2 – 0 2 – 1 3 – 1 4 – 1 5 – 1 | 38' Thorsteinsson                  | Cojocaru Dom, Pletinckx, Ricca, Mendyl Kiyine (81' Maertens), Miguel (90' Sagrado), Banzuzi (75' N'Dri), Schrijvers (90' Schingtienne) Thorsteinsson, Opoku (74' Nsingi)    | 44' Banzuzi 53' Dom 61' Kiyine 90+7' Mendyl              |
| 18 augustus 2023 20:45 King Power at Den Dreef Stadion Heverlee Ref.: Lawrence Visser Toeschouwers: 6.595    | OH Leuven                                                                      | 1 – 1                               | Antwerp FC                         | Prévot Sagrado, Pletinckx, Ricca, Mendyl Dom, Schrijvers , Banzuzi (75' N'Dri) Thorsteinsson (75' Maertens), Opoku (60' Brunes), Vlietinck (90' Schingtienne)               | 25' Vlietinck 48' Mendyl 87' Mendyl 90+4' Sagrado        |
| 18 augustus 2023 20:45 King Power at Den Dreef Stadion Heverlee Ref.: Lawrence Visser Toeschouwers: 6.595    | Sagrado 82'                                                                    | 0 – 1 1 – 1                         | 34' Janssen                        | Prévot Sagrado, Pletinckx, Ricca, Mendyl Dom, Schrijvers , Banzuzi (75' N'Dri) Thorsteinsson (75' Maertens), Opoku (60' Brunes), Vlietinck (90' Schingtienne)               | 25' Vlietinck 48' Mendyl 87' Mendyl 90+4' Sagrado        |
| 26 augustus 2023 18:15 Kehrwegstadion Eupen Ref.: Nicolas Laforge Toeschouwers: 2.351                        | KAS Eupen                                                                      | 3 – 1                               | OH Leuven                          | Prévot Sagrado, Pletinckx, Ricca, Miguel (46' N'Dri) Dom, Banzuzi (69' Maertens), Schrijvers Thorsteinsson (69' Nsingi), Brunes, Vlietinck (69' Kiyine)                     | 33' Banzuzi 82' Nsingi                                   |
| 26 augustus 2023 18:15 Kehrwegstadion Eupen Ref.: Nicolas Laforge Toeschouwers: 2.351                        | Magnée 24' (pen.) Nuhu 50' Charles-Cook 87'                                    | 1 – 0 2 – 0 2 – 1 3 – 1             | 81' (pen.) Schrijvers              | Prévot Sagrado, Pletinckx, Ricca, Miguel (46' N'Dri) Dom, Banzuzi (69' Maertens), Schrijvers Thorsteinsson (69' Nsingi), Brunes, Vlietinck (69' Kiyine)                     | 33' Banzuzi 82' Nsingi                                   |
| 1 september 2023 20:45 King Power at Den Dreef Stadion Heverlee Ref.: Wesli De Cremer Toeschouwers: 6.916    | OH Leuven                                                                      | 3 – 0                               | KV Kortrijk                        | Prévot Schingtienne, Pletinckx, Ricca Sagrado, Dom, Schrijvers (89' Banzuzi), Mendyl (80' Misao) Maziz (63' Thorsteinsson), Brunes (80' N'Dri), Kiyine                      | 69' Kiyine                                               |
| 1 september 2023 20:45 King Power at Den Dreef Stadion Heverlee Ref.: Wesli De Cremer Toeschouwers: 6.916    | Ricca 41' Schingtienne 54' Maziz 60'                                           | 1 – 0 2 – 0 3 – 0                   |                                    | Prévot Schingtienne, Pletinckx, Ricca Sagrado, Dom, Schrijvers (89' Banzuzi), Mendyl (80' Misao) Maziz (63' Thorsteinsson), Brunes (80' N'Dri), Kiyine                      | 69' Kiyine                                               |
| 17 september 2023 18:30 King Power at Den Dreef Stadion Heverlee Ref.: Nicolas Laforge Toeschouwers: 7.338   | OH Leuven                                                                      | 1 – 1                               | KAA Gent                           | Prévot Schingtienne (81' Misao), Pletinckx, Ricca (70' Vlietinck) Sagrado, Dom, Schrijvers , Mendyl Maziz (64' N'Dri), Brunes (64' Banzuzi), Kiyine (64' Thorsteinsson)     | 17' Mendyl 59' Maziz 80' Thorsteinsson 90+4' Vlietinck   |
| 17 september 2023 18:30 King Power at Den Dreef Stadion Heverlee Ref.: Nicolas Laforge Toeschouwers: 7.338   | Brunes 6'                                                                      | 1 – 0 1 – 1                         | 38' Kandouss                       | Prévot Schingtienne (81' Misao), Pletinckx, Ricca (70' Vlietinck) Sagrado, Dom, Schrijvers , Mendyl Maziz (64' N'Dri), Brunes (64' Banzuzi), Kiyine (64' Thorsteinsson)     | 17' Mendyl 59' Maziz 80' Thorsteinsson 90+4' Vlietinck   |
| 23 september 2023 18:15 AFAS Stadion Achter de Kazerne Mechelen Ref.: Nathan Verboomen Toeschouwers: 13.474  | KV Mechelen                                                                    | 1 – 2                               | OH Leuven                          | Prévot Schingtienne, Pletinckx, Miguel Sagrado, Dom, Schrijvers , Mendyl Thorsteinsson (90+4' Kiyine), Nsingi (90+2' Brunes), Maziz                                         | 57' Schrijvers 72' Maziz 73' Mendyl                      |
| 23 september 2023 18:15 AFAS Stadion Achter de Kazerne Mechelen Ref.: Nathan Verboomen Toeschouwers: 13.474  | Pflücke 46'                                                                    | 0 – 1 0 – 2 1 – 2                   | 2' Thorsteinsson 45+7' Maziz       | Prévot Schingtienne, Pletinckx, Miguel Sagrado, Dom, Schrijvers , Mendyl Thorsteinsson (90+4' Kiyine), Nsingi (90+2' Brunes), Maziz                                         | 57' Schrijvers 72' Maziz 73' Mendyl                      |
| 30 september 2023 18:15 King Power at Den Dreef Stadion Heverlee Ref.: Bert Put Toeschouwers: 7.216          | OH Leuven                                                                      | 1 – 2                               | Standard Luik                      | Prévot Schingtienne, Pletinckx, Miguel (86' Brunes) Sagrado (46' Vlietinck), Schrijvers , Dom (80' Misao), Mendyl Thorsteinsson (87' Banzuzi), Nsingi, Maziz                | 76' Nsingi 78' Pletinckx                                 |
| 30 september 2023 18:15 King Power at Den Dreef Stadion Heverlee Ref.: Bert Put Toeschouwers: 7.216          | Mendyl 65'                                                                     | 0 – 1 1 – 1 1 – 2                   | 44' Kanga 81' Sowah                | Prévot Schingtienne, Pletinckx, Miguel (86' Brunes) Sagrado (46' Vlietinck), Schrijvers , Dom (80' Misao), Mendyl Thorsteinsson (87' Banzuzi), Nsingi, Maziz                | 76' Nsingi 78' Pletinckx                                 |
| 7 oktober 2023 16:00 Jan Breydelstadion Brugge Ref.: Wim Smet Toeschouwers: 3.822                            | Cercle Brugge                                                                  | 3 – 2                               | OH Leuven                          | Prévot Schingtienne, Pletinckx, Shlomo Vlietinck (69' Dom), Schrijvers (82' Kiyine), Misao, Mendyl Thorsteinsson (36' Banzuzi), Nsingi (70' Brunes), Maziz                  | 35' Vlietinck 55' Schrijvers 78' Misao                   |
| 7 oktober 2023 16:00 Jan Breydelstadion Brugge Ref.: Wim Smet Toeschouwers: 3.822                            | Denkey 3' Denkey 37' Denkey 87'                                                | 1 – 0 1 – 1 2 – 1 2 – 2 3 – 2       | 4' Shlomo 44' Banzuzi              | Prévot Schingtienne, Pletinckx, Shlomo Vlietinck (69' Dom), Schrijvers (82' Kiyine), Misao, Mendyl Thorsteinsson (36' Banzuzi), Nsingi (70' Brunes), Maziz                  | 35' Vlietinck 55' Schrijvers 78' Misao                   |
| 22 oktober 2023 19:15 King Power at Den Dreef Stadion Heverlee Ref.: Brent Staessens Toeschouwers: 7.239     | OH Leuven                                                                      | 4 – 0                               | STVV                               | Prévot Schingtienne, Pletinckx, Miguel Vlietinck, Schrijvers (90' Banzuzi), Misao, Mendyl Maziz (81' Thorsteinsson), Brunes (77' Maertens), Nsingi (90' N'Dri)              | 62' Schrijvers                                           |
| 22 oktober 2023 19:15 King Power at Den Dreef Stadion Heverlee Ref.: Brent Staessens Toeschouwers: 7.239     | Nsingi 12' Schrijvers 22' (pen.) Mendyl 60' Mendyl 79'                         | 1 – 0 2 – 0 3 – 0 4 – 0             |                                    | Prévot Schingtienne, Pletinckx, Miguel Vlietinck, Schrijvers (90' Banzuzi), Misao, Mendyl Maziz (81' Thorsteinsson), Brunes (77' Maertens), Nsingi (90' N'Dri)              | 62' Schrijvers                                           |
| 28 oktober 2023 20:45 Lotto Park Anderlecht Ref.: Nathan Verboomen Toeschouwers: 21.500                      | RSC Anderlecht                                                                 | 5 – 1                               | OH Leuven                          | Prévot Schingtienne, Pletinckx, Miguel Vlietinck (3' Dom), Schrijvers (71' Banzuzi), Misao, Mendyl (64' N'Dri) Maziz (46' Maertens), Brunes, Nsingi                         | 28' Schingtienne                                         |
| 28 oktober 2023 20:45 Lotto Park Anderlecht Ref.: Nathan Verboomen Toeschouwers: 21.500                      | Dreyer 12' Dreyer 42' Dolberg 47' Stroeykens 52' Dreyer 86'                    | 0 – 1 1 – 1 2 – 1 3 – 1 4 – 1 5 – 1 | 6' Misao                           | Prévot Schingtienne, Pletinckx, Miguel Vlietinck (3' Dom), Schrijvers (71' Banzuzi), Misao, Mendyl (64' N'Dri) Maziz (46' Maertens), Brunes, Nsingi                         | 28' Schingtienne                                         |
| 4 november 2023 18:15 King Power at Den Dreef Stadion Heverlee Ref.: Simon Bourdeaud'hui Toeschouwers: 9.800 | OH Leuven                                                                      | 0 – 2                               | KVC Westerlo                       | Prévot Schingtienne, Pletinckx, Miguel (87' N'Dri) Dom (71' Mueanta), Schrijvers , Misao (71' Maertens), Mendyl Nsingi (78' Opoku), Thorsteinsson, Maziz                    | 48' Thorsteinsson 73' Maertens 82' Mendyl                |
| 4 november 2023 18:15 King Power at Den Dreef Stadion Heverlee Ref.: Simon Bourdeaud'hui Toeschouwers: 9.800 |                                                                                | 0 – 1 0 – 2                         | 64' (pen.) Madsen 69' Sydortsjoek  | Prévot Schingtienne, Pletinckx, Miguel (87' N'Dri) Dom (71' Mueanta), Schrijvers , Misao (71' Maertens), Mendyl Nsingi (78' Opoku), Thorsteinsson, Maziz                    | 48' Thorsteinsson 73' Maertens 82' Mendyl                |
| 12 november 2023 16:00 Cegeka Arena Genk Ref.: Wim Smet Toeschouwers: 17.821                                 | KRC Genk                                                                       | 3 – 1                               | OH Leuven                          | Prévot Dom, Pletinckx, Miguel Sagrado (72' Ngawa), Schrijvers , Banzuzi (81' Brunes), N'Dri (72' Mueanta) Misao, Opoku (81' Nsingi), Maziz (46' Thorsteinsson)              | 10' Miguel 56' Thorsteinsson 80' Opoku 89' Schrijvers    |
| 12 november 2023 16:00 Cegeka Arena Genk Ref.: Wim Smet Toeschouwers: 17.821                                 | Heynen 25' Heynen 90' Muñoz 90+5'                                              | 1 – 0 1 – 1 2 – 1 3 – 1             | 85' Brunes                         | Prévot Dom, Pletinckx, Miguel Sagrado (72' Ngawa), Schrijvers , Banzuzi (81' Brunes), N'Dri (72' Mueanta) Misao, Opoku (81' Nsingi), Maziz (46' Thorsteinsson)              | 10' Miguel 56' Thorsteinsson 80' Opoku 89' Schrijvers    |
| 26 november 2023 16:00 King Power at Den Dreef Stadion Heverlee Ref.: Nathan Verboomen Toeschouwers: 8.952   | OH Leuven                                                                      | 0 – 1                               | Club Brugge                        | Leysen Schingtienne, Pletinckx, Miguel (75' N'Dri) Sagrado, Schrijvers , Maziz (57' Banzuzi), Misao (89' Nsingi), Mendyl Opoku (57' Brunes), Thorsteinsson                  | 34' Schingtienne 42' Miguel 45+2' Misao 90+5' Mendyl     |
| 26 november 2023 16:00 King Power at Den Dreef Stadion Heverlee Ref.: Nathan Verboomen Toeschouwers: 8.952   |                                                                                | 0 – 1                               | 45+2' Jutglà                       | Leysen Schingtienne, Pletinckx, Miguel (75' N'Dri) Sagrado, Schrijvers , Maziz (57' Banzuzi), Misao (89' Nsingi), Mendyl Opoku (57' Brunes), Thorsteinsson                  | 34' Schingtienne 42' Miguel 45+2' Misao 90+5' Mendyl     |
| Terugronde                                                                                                   |                                                                                |                                     |                                    | |                                                          |
| 2 december 2023 20:45 Bosuilstadion Antwerpen Ref.: Brent Staessens Toeschouwers: 12.000                     | Antwerp FC                                                                     | 1 – 0                               | OH Leuven                          | Leysen Sagrado, Schingtienne, Pletinckx, Miguel Shlomo, Schrijvers (73' Maziz), Banzuzi Thorsteinsson (62' N'Dri), Opoku (62' Brunes), Mendyl (79' Nsingi)                  | 57' Schrijvers 72' Mendyl 88' N'Dri                      |
| 2 december 2023 20:45 Bosuilstadion Antwerpen Ref.: Brent Staessens Toeschouwers: 12.000                     | Balikwisha 44'                                                                 | 1 – 0                               |                                    | Leysen Sagrado, Schingtienne, Pletinckx, Miguel Shlomo, Schrijvers (73' Maziz), Banzuzi Thorsteinsson (62' N'Dri), Opoku (62' Brunes), Mendyl (79' Nsingi)                  | 57' Schrijvers 72' Mendyl 88' N'Dri                      |
| 9 december 2023 18:15 Stayen Sint-Truiden Ref.: Jan Boterberg Toeschouwers: 4.754                            | STVV                                                                           | 1 – 1                               | OH Leuven                          | Leysen Sagrado, Schingtienne, Pletinckx , Miguel, Mendyl (68' Ngawa) Banzuzi, Shlomo, Thorsteinsson (60' Mueanta) Brunes (38' Dom), Nsingi (68' Opoku)                      | 31' Sagrado 57' Shlomo 66' Miguel                        |
| 9 december 2023 18:15 Stayen Sint-Truiden Ref.: Jan Boterberg Toeschouwers: 4.754                            | Zahiroleslam 6'                                                                | 1 – 0 1 – 1                         | 18' Brunes                         | Leysen Sagrado, Schingtienne, Pletinckx , Miguel, Mendyl (68' Ngawa) Banzuzi, Shlomo, Thorsteinsson (60' Mueanta) Brunes (38' Dom), Nsingi (68' Opoku)                      | 31' Sagrado 57' Shlomo 66' Miguel                        |
| 16 december 2023 16:00 King Power at Den Dreef Stadion Heverlee Ref.: Jasper Vergoote Toeschouwers: 6.642    | OH Leuven                                                                      | 1 – 2                               | Cercle Brugge                      | Leysen Schingtienne, Pletinckx, Shlomo Dom (90+5' Mueanta), Banzuzi, Schrijvers , Mendyl Thorsteinsson (79' Maziz), Brunes, Nsingi (71' Opoku)                              | 44' Mendyl 45' Dom 90' Schrijvers 90+3' Brunes           |
| 16 december 2023 16:00 King Power at Den Dreef Stadion Heverlee Ref.: Jasper Vergoote Toeschouwers: 6.642    | Thorsteinsson 2'                                                               | 1 – 0 1 – 1 1 – 2                   | 59' Somers 90+5' (pen.) Denkey     | Leysen Schingtienne, Pletinckx, Shlomo Dom (90+5' Mueanta), Banzuzi, Schrijvers , Mendyl Thorsteinsson (79' Maziz), Brunes, Nsingi (71' Opoku)                              | 44' Mendyl 45' Dom 90' Schrijvers 90+3' Brunes           |
| 21 december 2023 20:45 Ghelamco Arena Gent Ref.: Bert Put Toeschouwers: 11.776                               | KAA Gent                                                                       | 4 – 0                               | OH Leuven                          | Leysen Schingtienne, Pletinckx, Miguel Dom, Schrijvers , Shlomo (78' Ngawa), Mendyl (46' N'Dri) Banzuzi (46' Maziz), Nsingi (83' Opoku), Thorsteinsson (58' Brunes)         | 42' Banzuzi                                              |
| 21 december 2023 20:45 Ghelamco Arena Gent Ref.: Bert Put Toeschouwers: 11.776                               | Samoise 4' Fofana 57' Cuypers 65' Watanabe 69'                                 | 1 – 0 2 – 0 3 – 0 4 – 0             |                                    | Leysen Schingtienne, Pletinckx, Miguel Dom, Schrijvers , Shlomo (78' Ngawa), Mendyl (46' N'Dri) Banzuzi (46' Maziz), Nsingi (83' Opoku), Thorsteinsson (58' Brunes)         | 42' Banzuzi                                              |
| 26 december 2023 16:00 King Power at Den Dreef Stadion Heverlee Ref.: Brent Staessens Toeschouwers: 6.263    | OH Leuven                                                                      | 3 – 0                               | KAS Eupen                          | Leysen Schingtienne, Pletinckx, Miguel Sagrado, Schrijvers , Banzuzi (54' Shlomo), Thorsteinsson (72' Mueanta) Brunes (72' Maertens), Maziz (79' Ngawa), Nsingi (80' N'Dri) | 22' Pletinckx 42' Banzuzi                                |
| 26 december 2023 16:00 King Power at Den Dreef Stadion Heverlee Ref.: Brent Staessens Toeschouwers: 6.263    | Thorsteinsson 2' Maziz 29' Mueanta 89'                                         | 1 – 0 2 – 0 3 – 0                   |                                    | Leysen Schingtienne, Pletinckx, Miguel Sagrado, Schrijvers , Banzuzi (54' Shlomo), Thorsteinsson (72' Mueanta) Brunes (72' Maertens), Maziz (79' Ngawa), Nsingi (80' N'Dri) | 22' Pletinckx 42' Banzuzi                                |
| 21 januari 2024 18:30 King Power at Den Dreef Stadion Heverlee Ref.: Bram Van Driessche Toeschouwers: 9.057  | OH Leuven                                                                      | 1 – 1                               | RSC Anderlecht                     | Leysen Schingtienne, Pletinckx, Ricca, Miguel Sagrado, Schrijvers , Banzuzi, Thorsteinsson (82' Brunes) Maziz (66' Maertens), Nsingi (66' N'Dri)                            | 79' Miguel 90+2' Ricca                                   |
| 21 januari 2024 18:30 King Power at Den Dreef Stadion Heverlee Ref.: Bram Van Driessche Toeschouwers: 9.057  | Maziz 10'                                                                      | 1 – 0 1 – 1                         | 70' Patris                         | Leysen Schingtienne, Pletinckx, Ricca, Miguel Sagrado, Schrijvers , Banzuzi, Thorsteinsson (82' Brunes) Maziz (66' Maertens), Nsingi (66' N'Dri)                            | 79' Miguel 90+2' Ricca                                   |
| 27 januari 2024 16:00 Guldensporenstadion Kortrijk Ref.: Nicolas Laforge Toeschouwers: 6.187                 | KV Kortrijk                                                                    | 0 – 0                               | OH Leuven                          | Leysen Schingtienne (46' Shlomo), Pletinckx, Ricca, Miguel Schrijvers , Maziz (84' Nsingi), Banzuzi N'Dri (59' Sagrado), Maertens (59' Opoku), Thorsteinsson (69' Dom)      | 56' Banzuzi                                              |
| 27 januari 2024 16:00 Guldensporenstadion Kortrijk Ref.: Nicolas Laforge Toeschouwers: 6.187                 |                                                                                |                                     |                                    | Leysen Schingtienne (46' Shlomo), Pletinckx, Ricca, Miguel Schrijvers , Maziz (84' Nsingi), Banzuzi N'Dri (59' Sagrado), Maertens (59' Opoku), Thorsteinsson (69' Dom)      | 56' Banzuzi                                              |
| 31 januari 2024 18:45 King Power at Den Dreef Stadion Heverlee Ref.: Brent Staessens Toeschouwers: 6.952     | OH Leuven                                                                      | 2 – 1                               | KRC Genk                           | Leysen Schingtienne, Pletinckx, Ricca, Miguel (74' Akimoto) Sagrado (74' N'Dri), Schrijvers , Dom, Thorsteinsson (65' Maertens) Nsingi (74' Brunes), Maziz (85' Shlomo)     | 45+3' Schrijvers 47' Thorsteinsson                       |
| 31 januari 2024 18:45 King Power at Den Dreef Stadion Heverlee Ref.: Brent Staessens Toeschouwers: 6.952     | Schrijvers 80' (pen.) Pletinckx 90'                                            | 0 – 1 1 – 1 2 – 1                   | 54' (e.d.) Ricca                   | Leysen Schingtienne, Pletinckx, Ricca, Miguel (74' Akimoto) Sagrado (74' N'Dri), Schrijvers , Dom, Thorsteinsson (65' Maertens) Nsingi (74' Brunes), Maziz (85' Shlomo)     | 45+3' Schrijvers 47' Thorsteinsson                       |
| 3 februari 2024 18:15 't Kuipje Westerlo Ref.: Jan Boterberg Toeschouwers: 4.500                             | KVC Westerlo                                                                   | 0 – 3                               | OH Leuven                          | Leysen Schingtienne, Pletinckx, Ricca, Miguel (59' Russo) Sagrado (46' Akimoto), Schrijvers (31' Misao), Dom, Banzuzi Nsingi (74' N'Dri), Maziz (59' Maertens)              | 17' Sagrado 75' Ricca                                    |
| 3 februari 2024 18:15 't Kuipje Westerlo Ref.: Jan Boterberg Toeschouwers: 4.500                             |                                                                                | 0 – 1 0 – 2 0 – 3                   | 2' Banzuzi 11' Miguel 60' Maertens | Leysen Schingtienne, Pletinckx, Ricca, Miguel (59' Russo) Sagrado (46' Akimoto), Schrijvers (31' Misao), Dom, Banzuzi Nsingi (74' N'Dri), Maziz (59' Maertens)              | 17' Sagrado 75' Ricca                                    |
| 10 februari 2024 16:00 Maurice Dufrasnestadion Luik Ref.: Wesli De Cremer Toeschouwers: 17.287               | Standard Luik                                                                  | 1 – 0                               | OH Leuven                          | Leysen Schingtienne (46' Sagrado), Pletinckx, Ricca, Miguel Schrijvers , Dom (82' Opoku), Banzuzi Thorsteinsson (59' Brunes), Nsingi (59' Maertens), Maziz (73' Mueanta)    | 11' Ricca 30' Schrijvers 59' Nsingi                      |
| 10 februari 2024 16:00 Maurice Dufrasnestadion Luik Ref.: Wesli De Cremer Toeschouwers: 17.287               | O'Neill 19'                                                                    | 1 – 0                               |                                    | Leysen Schingtienne (46' Sagrado), Pletinckx, Ricca, Miguel Schrijvers , Dom (82' Opoku), Banzuzi Thorsteinsson (59' Brunes), Nsingi (59' Maertens), Maziz (73' Mueanta)    | 11' Ricca 30' Schrijvers 59' Nsingi                      |
| 17 februari 2024 18:15 King Power at Den Dreef Stadion Heverlee Ref.: Nicolas Laforge Toeschouwers:          | OH Leuven                                                                      | 0 – 0                               | Sporting Charleroi                 | Leysen Pletinckx, Ricca, Miguel (64' Akimoto) Sagrado (83' Mueanta), Schrijvers (83' Brunes), Maertens, Banzuzi, Thorsteinsson Maziz, Opoku (89' Nsingi)                    | 14' Maertens 48' Maziz                                   |
| 17 februari 2024 18:15 King Power at Den Dreef Stadion Heverlee Ref.: Nicolas Laforge Toeschouwers:          |                                                                                |                                     |                                    | Leysen Pletinckx, Ricca, Miguel (64' Akimoto) Sagrado (83' Mueanta), Schrijvers (83' Brunes), Maertens, Banzuzi, Thorsteinsson Maziz, Opoku (89' Nsingi)                    | 14' Maertens 48' Maziz                                   |
| 24 februari 2024 16:00 Edmond Machtensstadion Sint-Jans-Molenbeek Ref.: Lothar D'hondt Toeschouwers: 4.935   | RWDM                                                                           | 1 – 1                               | OH Leuven                          | Leysen Russo (21' Schingtienne), Pletinckx, Ricca Sagrado, Schrijvers , Maertens (88' Brunes), Banzuzi, Miguel Opoku (67' Nsingi), Maziz (67' Thorsteinsson)                | 17' Maertens 59' Schrijvers 79' Ricca                    |
| 24 februari 2024 16:00 Edmond Machtensstadion Sint-Jans-Molenbeek Ref.: Lothar D'hondt Toeschouwers: 4.935   | Biron 30'                                                                      | 1 – 0 1 – 1                         | 36' Pletinckx                      | Leysen Russo (21' Schingtienne), Pletinckx, Ricca Sagrado, Schrijvers , Maertens (88' Brunes), Banzuzi, Miguel Opoku (67' Nsingi), Maziz (67' Thorsteinsson)                | 17' Maertens 59' Schrijvers 79' Ricca                    |
| 2 maart 2024 18:15 King Power at Den Dreef Stadion Heverlee Ref.: Lawrence Visser Toeschouwers: 9.845        | OH Leuven                                                                      | 0 – 2                               | Union Sint-Gillis                  | Leysen Schingtienne, Pletinckx, Ricca Mendyl (81' Nsingi), Maertens, Schrijvers (86' Mueanta), Banzuzi (64' Misao), Sagrado Thorsteinsson (64' Maziz), Brunes (81' Opoku)   | 6' Thorsteinsson 24' Maertens 79' Misao                  |
| 2 maart 2024 18:15 King Power at Den Dreef Stadion Heverlee Ref.: Lawrence Visser Toeschouwers: 9.845        |                                                                                | 0 – 1 0 – 2                         | 28' Sykes 74' Terho                | Leysen Schingtienne, Pletinckx, Ricca Mendyl (81' Nsingi), Maertens, Schrijvers (86' Mueanta), Banzuzi (64' Misao), Sagrado Thorsteinsson (64' Maziz), Brunes (81' Opoku)   | 6' Thorsteinsson 24' Maertens 79' Misao                  |
| 10 maart 2024 16:00 Jan Breydelstadion Brugge Ref.: Jan Boterberg Toeschouwers: 19.611                       | Club Brugge                                                                    | 3 – 1                               | OH Leuven                          | Leysen Schingtienne, Pletinckx, Ricca (71' Mendyl) Sagrado, Banzuzi (89' Dom), Maziz, Akimoto (83' Opoku) Schrijvers (71' Misao), Brunes, Thorsteinsson (83' Miguel)        | 60' Schingtienne 68' Akimoto                             |
| 10 maart 2024 16:00 Jan Breydelstadion Brugge Ref.: Jan Boterberg Toeschouwers: 19.611                       | Leysen 40' (e.d.) Vanaken 62' Meijer 64'                                       | 0 – 1 1 – 1 2 – 1 3 – 1             | 31' Pletinckx                      | Leysen Schingtienne, Pletinckx, Ricca (71' Mendyl) Sagrado, Banzuzi (89' Dom), Maziz, Akimoto (83' Opoku) Schrijvers (71' Misao), Brunes, Thorsteinsson (83' Miguel)        | 60' Schingtienne 68' Akimoto                             |
| 17 maart 2024 18:30 King Power at Den Dreef Stadion Heverlee Ref.: Jonathan Lardot Toeschouwers: 8.963       | OH Leuven                                                                      | 1 – 0                               | KV Mechelen                        | Leysen Schingtienne, Pletinckx, Ricca Sagrado (82' Nsingi), Banzuzi (69' Mueanta), Schrijvers , Akimoto Maziz (82' Mendyl), Brunes (61' Opoku), Thorsteinsson (70' Dom)     | 51' Ricca 62' Banzuzi 76' Maziz 84' Pletinckx            |
| 17 maart 2024 18:30 King Power at Den Dreef Stadion Heverlee Ref.: Jonathan Lardot Toeschouwers: 8.963       | Nsingi 90+2'                                                                   | 1 – 0                               |                                    | Leysen Schingtienne, Pletinckx, Ricca Sagrado (82' Nsingi), Banzuzi (69' Mueanta), Schrijvers , Akimoto Maziz (82' Mendyl), Brunes (61' Opoku), Thorsteinsson (70' Dom)     | 51' Ricca 62' Banzuzi 76' Maziz 84' Pletinckx            |

#### Resultaten per speeldag
| Speeldag  | 1 | 2  | 3  | 4  | 5  | 6  | 7  | 8  | 9  | 10 | 11 | 12 | 13 | 14 | 15 | 16 | 17 | 18 | 19 | 20 | 21 | 22 | 23 | 24 | 25 | 26 | 27 | 28 | 29 | 30 |
| --------- | - | -- | -- | -- | -- | -- | -- | -- | -- | -- | -- | -- | -- | -- | -- | -- | -- | -- | -- | -- | -- | -- | -- | -- | -- | -- | -- | -- | -- | -- |
| Resultaat | G | V  | V  | G  | V  | W  | G  | W  | V  | V  | W  | V  | V  | V  | V  | V  | G  | V  | V  | W  | G  | G  | W  | W  | V  | G  | G  | V  | V  | W  |
| Punten    | 1 | 1  | 1  | 2  | 2  | 5  | 6  | 9  | 9  | 9  | 12 | 12 | 12 | 12 | 12 | 12 | 13 | 13 | 13 | 16 | 17 | 18 | 21 | 24 | 24 | 25 | 26 | 26 | 26 | 29 |
| Positie   | 8 | 11 | 15 | 13 | 14 | 12 | 13 | 12 | 13 | 14 | 12 | 13 | 13 | 14 | 14 | 14 | 15 | 15 | 15 | 14 | 15 | 15 | 14 | 12 | 12 | 12 | 12 | 13 | 13 | 12 |

#### KlassementJupiler Pro League
| Pos | Team               | Wed | W  | G  | V  | Ptn | DV | DT | +/− |      |
| --- | ------------------ | --- | -- | -- | -- | --- | -- | -- | --- | ---- |
| 1   | Union Sint-Gillis  | 30  | 21 | 7  | 2  | 70  | 63 | 31 | +32 | PO 1 |
| 2   | RSC Anderlecht     | 30  | 18 | 9  | 3  | 63  | 58 | 30 | +28 | PO 1 |
| 3   | Antwerp FC         | 30  | 14 | 10 | 6  | 52  | 55 | 27 | +28 | PO 1 |
| 4   | Club Brugge        | 30  | 14 | 9  | 7  | 51  | 62 | 29 | +33 | PO 1 |
| 5   | Cercle Brugge      | 30  | 14 | 5  | 11 | 47  | 44 | 34 | +10 | PO 1 |
| 6   | KRC Genk           | 30  | 12 | 11 | 7  | 47  | 52 | 31 | +21 | PO 1 |
| 7   | KAA Gent           | 30  | 12 | 11 | 7  | 47  | 52 | 38 | +14 | PO 2 |
| 8   | KV Mechelen        | 30  | 13 | 6  | 11 | 45  | 39 | 34 | +5  | PO 2 |
| 9   | STVV               | 30  | 10 | 10 | 10 | 40  | 35 | 46 | −11 | PO 2 |
| 10  | Standard Luik      | 30  | 8  | 10 | 12 | 34  | 33 | 41 | −8  | PO 2 |
| 11  | Westerlo           | 30  | 7  | 9  | 14 | 30  | 42 | 54 | −12 | PO 2 |
| 12  | OH Leuven          | 30  | 7  | 8  | 15 | 29  | 34 | 47 | −13 | PO 2 |
| 13  | Sporting Charleroi | 30  | 7  | 8  | 15 | 29  | 26 | 48 | −22 | PO 3 |
| 14  | KAS Eupen          | 30  | 7  | 3  | 20 | 24  | 24 | 58 | −34 | PO 3 |
| 15  | KV Kortrijk        | 30  | 6  | 6  | 18 | 24  | 22 | 57 | −35 | PO 3 |
| 16  | RWDM               | 30  | 5  | 8  | 17 | 23  | 31 | 67 | −36 | PO 3 |

### Europe play-off

#### Wedstrijden
| Europe play-off                                                                                          |                                              |                               |                                    | |                                                              |
| Wedstrijddetails                                                                                         | Thuisploeg                                   | Uitslag                       | Uitploeg                           | Opstelling | Kaarten                                                      |
| Heenronde                                                                                                |                                              |                               |                                    | |                                                              |
| 30 maart 2024 18:15 King Power at Den Dreef Stadion Heverlee Ref.: Kevin Van Damme Toeschouwers: 5.336   | OH Leuven                                    | 2 – 3                         | KV Mechelen                        | Leysen Schingtienne, Pletinckx, Miguel (58' Russo) Sagrado (68' Opoku), Misao (57' Maertens), Schrijvers , Akimoto Brunes (57' Thorsteinsson), Maziz, Nsingi (58' Banzuzi) | 90' Maziz                                                    |
| 30 maart 2024 18:15 King Power at Den Dreef Stadion Heverlee Ref.: Kevin Van Damme Toeschouwers: 5.336   | Maziz 74' Opoku 90+6'                        | 0 – 1 0 – 2 1 – 2 2 – 2 2 – 3 | 5' Cobbaut 52' Foulon 90+7' Konaté | Leysen Schingtienne, Pletinckx, Miguel (58' Russo) Sagrado (68' Opoku), Misao (57' Maertens), Schrijvers , Akimoto Brunes (57' Thorsteinsson), Maziz, Nsingi (58' Banzuzi) | 90' Maziz                                                    |
| 6 april 2024 18:15 Maurice Dufrasnestadion Luik Ref.: Bert Put Toeschouwers: 0                           | Standard Luik                                | 0 – 0                         | OH Leuven                          | Leysen Russo (77' Sagrado), Pletinckx, Ricca Schingtienne, Schrijvers , Banzuzi, Akimoto (84' Brunes) Maertens (77' Dom), Maziz (78' Nsingi), Thorsteinsson (84' Souanga)  | 74' Schingtienne 90+2' Souanga                               |
| 6 april 2024 18:15 Maurice Dufrasnestadion Luik Ref.: Bert Put Toeschouwers: 0                           |                                              |                               |                                    | Leysen Russo (77' Sagrado), Pletinckx, Ricca Schingtienne, Schrijvers , Banzuzi, Akimoto (84' Brunes) Maertens (77' Dom), Maziz (78' Nsingi), Thorsteinsson (84' Souanga)  | 74' Schingtienne 90+2' Souanga                               |
| 14 april 2024 19:15 King Power at Den Dreef Stadion Heverlee Ref.: Michiel Allaerts Toeschouwers: 5.700  | OH Leuven                                    | 2 – 1                         | KAA Gent                           | Leysen Russo (87' Miguel), Pletinckx, Ricca (11' Schingtienne) Sagrado, Schrijvers , Banzuzi, Akimoto Maertens (70' Brunes), Maziz (70' Misao), Thorsteinsson (87' Nsingi) | 45+3' Maertens 90+1' Akimoto                                 |
| 14 april 2024 19:15 King Power at Den Dreef Stadion Heverlee Ref.: Michiel Allaerts Toeschouwers: 5.700  | Maertens 23' Maertens 37'                    | 1 – 0 1 – 1 2 – 1             | 25' Fernandez                      | Leysen Russo (87' Miguel), Pletinckx, Ricca (11' Schingtienne) Sagrado, Schrijvers , Banzuzi, Akimoto Maertens (70' Brunes), Maziz (70' Misao), Thorsteinsson (87' Nsingi) | 45+3' Maertens 90+1' Akimoto                                 |
| 20 april 2024 16:00 King Power at Den Dreef Stadion Heverlee Ref.: Brent Staessens Toeschouwers: 4.698   | OH Leuven                                    | 1 – 0                         | STVV                               | Leysen Schingtienne, Russo, Ricca Sagrado (70' Mendyl), Schrijvers , Banzuzi, Akimoto (90' Misao) Maertens (87' Nsingi), Brunes (70' Maziz), Thorsteinsson (87' Dom)       | 59' Sagrado                                                  |
| 20 april 2024 16:00 King Power at Den Dreef Stadion Heverlee Ref.: Brent Staessens Toeschouwers: 4.698   | Maziz 83'                                    | 1 – 0                         |                                    | Leysen Schingtienne, Russo, Ricca Sagrado (70' Mendyl), Schrijvers , Banzuzi, Akimoto (90' Misao) Maertens (87' Nsingi), Brunes (70' Maziz), Thorsteinsson (87' Dom)       | 59' Sagrado                                                  |
| 23 april 2024 20:30 't Kuipje Westerlo Ref.: Wesli De Cremer Toeschouwers: 3.000                         | KVC Westerlo                                 | 1 – 1                         | OH Leuven                          | Leysen Schingtienne, Russo, Akimoto Sagrado, Banzuzi (81' Misao), Schrijvers , Mendyl Maertens (81' Opoku (87' Dom)), Brunes (56' Maziz), Thorsteinsson (81' Nsingi)       | 70' Sagrado 72' Banzuzi 81' Russo                            |
| 23 april 2024 20:30 't Kuipje Westerlo Ref.: Wesli De Cremer Toeschouwers: 3.000                         | Tagir 24'                                    | 1 – 0 1 – 1                   | 77' Maertens                       | Leysen Schingtienne, Russo, Akimoto Sagrado, Banzuzi (81' Misao), Schrijvers , Mendyl Maertens (81' Opoku (87' Dom)), Brunes (56' Maziz), Thorsteinsson (81' Nsingi)       | 70' Sagrado 72' Banzuzi 81' Russo                            |
| Terugronde                                                                                               |                                              |                               |                                    | |                                                              |
| 27 april 2024 16:00 AFAS Stadion Achter de Kazerne Mechelen Ref.: Bram Van Driessche Toeschouwers: 9.133 | KV Mechelen                                  | 3 – 0                         | OH Leuven                          | Leysen Schingtienne, Russo, Akimoto Sagrado (81' Dom), Banzuzi, Schrijvers (81' Misao), Mendyl (62' Nsingi) Maertens (62' Brunes), Maziz, Thorsteinsson (90+2' Mueanta)    | 75' Thorsteinsson                                            |
| 27 april 2024 16:00 AFAS Stadion Achter de Kazerne Mechelen Ref.: Bram Van Driessche Toeschouwers: 9.133 | Schoofs 47' Bassette 58' Mrabti 90+2' (pen.) | 1 – 0 2 – 0 3 – 0             |                                    | Leysen Schingtienne, Russo, Akimoto Sagrado (81' Dom), Banzuzi, Schrijvers (81' Misao), Mendyl (62' Nsingi) Maertens (62' Brunes), Maziz, Thorsteinsson (90+2' Mueanta)    | 75' Thorsteinsson                                            |
| 5 mei 2024 16:00 King Power at Den Dreef Stadion Heverlee Ref.: Wim Smet Toeschouwers: 5.603             | OH Leuven                                    | 3 – 1                         | Standard Luik                      | Prévot Schingtienne, Russo, Ricca Akimoto, Banzuzi (82' Pletinckx), Schrijvers , Sagrado (82' Misao) Maertens (65' Thorsteinsson), Maziz (75' Dom), Mueanta (65' Nsingi)   | 90+3' Thorsteinsson                                          |
| 5 mei 2024 16:00 King Power at Den Dreef Stadion Heverlee Ref.: Wim Smet Toeschouwers: 5.603             | Maziz 47' Nsingi 74' Thorsteinsson 90+3'     | 0 – 1 1 – 1 2 – 1 3 – 1       | 43' Yeboah                         | Prévot Schingtienne, Russo, Ricca Akimoto, Banzuzi (82' Pletinckx), Schrijvers , Sagrado (82' Misao) Maertens (65' Thorsteinsson), Maziz (75' Dom), Mueanta (65' Nsingi)   | 90+3' Thorsteinsson                                          |
| 12 mei 2024 13:30 Planet Group Arena Gent Ref.: Nathan Verboomen Toeschouwers: 11.313                    | KAA Gent                                     | 0 – 1                         | OH Leuven                          | Prévot Schingtienne, Russo, Ricca Akimoto, Dom (58' Miguel), Banzuzi, Mendyl (58' Misao) Maertens (81' Brunes), Maziz (72' Schrijvers), Nsingi (46' Mueanta)               | 80' Russo 90+3' Brunes 90+4' Misao                           |
| 12 mei 2024 13:30 Planet Group Arena Gent Ref.: Nathan Verboomen Toeschouwers: 11.313                    |                                              | 0 – 1                         | 6' Russo                           | Prévot Schingtienne, Russo, Ricca Akimoto, Dom (58' Miguel), Banzuzi, Mendyl (58' Misao) Maertens (81' Brunes), Maziz (72' Schrijvers), Nsingi (46' Mueanta)               | 80' Russo 90+3' Brunes 90+4' Misao                           |
| 17 mei 2024 20:45 Stayen Sint-Truiden Ref.: Arthur Denil Toeschouwers: 4.200                             | STVV                                         | 1 – 1                         | OH Leuven                          | Leysen Schingtienne, Russo, Ricca (76' Mendyl) Akimoto, Schrijvers , Misao (68' Banzuzi), Miguel Maertens (67' Nsingi), Mueanta (67' Thorsteinsson), Maziz                 |                                                              |
| 17 mei 2024 20:45 Stayen Sint-Truiden Ref.: Arthur Denil Toeschouwers: 4.200                             | Kaya 66'                                     | 1 – 0 1 – 1                   | 74' Thorsteinsson                  | Leysen Schingtienne, Russo, Ricca (76' Mendyl) Akimoto, Schrijvers , Misao (68' Banzuzi), Miguel Maertens (67' Nsingi), Mueanta (67' Thorsteinsson), Maziz                 |                                                              |
| 25 mei 2024 20:30 King Power at Den Dreef Stadion Heverlee Ref.: Ken Vermeiren Toeschouwers: 6.603       | OH Leuven                                    | 1 – 2                         | KVC Westerlo                       | Prévot Schingtienne, Russo, Ricca, Akimoto Banzuzi (59' Maertens), Dom (83' Ngawa), Schrijvers Maziz (73' Miguel), Mueanta (59' Nsingi), Thorsteinsson (73' Mendyl)        | 7' Schingtienne 25' Ricca 45+4' Russo 68' Russo 68' Maertens |
| 25 mei 2024 20:30 King Power at Den Dreef Stadion Heverlee Ref.: Ken Vermeiren Toeschouwers: 6.603       | Thorsteinsson 52'                            | 0 – 1 0 – 2 1 – 2             | 33' Vaesen 45+3' Tagir             | Prévot Schingtienne, Russo, Ricca, Akimoto Banzuzi (59' Maertens), Dom (83' Ngawa), Schrijvers Maziz (73' Miguel), Mueanta (59' Nsingi), Thorsteinsson (73' Mendyl)        | 7' Schingtienne 25' Ricca 45+4' Russo 68' Russo 68' Maertens |

#### Resultaten per speeldag
| Speeldag  | 1  | 2  | 3  | 4  | 5  | 6  | 7  | 8  | 9  | 10 |
| --------- | -- | -- | -- | -- | -- | -- | -- | -- | -- | -- |
| Resultaat | V  | G  | W  | W  | G  | V  | W  | W  | G  | V  |
| Punten    | 15 | 16 | 19 | 22 | 23 | 23 | 26 | 29 | 30 | 30 |
| Positie   | 6  | 5  | 5  | 4  | 4  | 4  | 4  | 4  | 4  | 4  |

#### Klassement
| Pos | Team          | Wed | W | G | V | Ptn | DV | DT | +/− |                                       |
| --- | ------------- | --- | - | - | - | --- | -- | -- | --- | ------------------------------------- |
| 1   | KAA Gent      | 10  | 8 | 0 | 2 | 48  | 27 | 10 | +17 | Play-off tegen 5e Champions' play-off |
| 2   | KV Mechelen   | 10  | 5 | 1 | 4 | 39  | 20 | 18 | +2  |                                       |
| 3   | STVV          | 10  | 3 | 4 | 3 | 33  | 14 | 15 | −1  |                                       |
| 4   | OH Leuven     | 10  | 4 | 3 | 3 | 30  | 12 | 12 | 0   |                                       |
| 5   | Westerlo      | 10  | 2 | 3 | 5 | 24  | 17 | 20 | −3  |                                       |
| 6   | Standard Luik | 10  | 0 | 5 | 5 | 22  | 12 | 27 | −15 |                                       |

## Beker van België
| Beker van België                                                                                                   |                                                                  |                                                             |                                                    | |                                                              |
| Wedstrijddetails                                                                                                   | Thuisploeg                                                       | Uitslag                                                     | Uitploeg                                           | Opstelling | Kaarten                                                      |
| 1/16de finale |                                                                  |                                                             |                                                    | |                                                              |
| 1 november 2023 18:00 King Power at Den Dreef Stadion Heverlee Ref.: Tom Stevens Toeschouwers: 10.020              | OH Leuven                                                        | 5 – 0                                                       | Eendracht Elene-Grotenberge (3e Afd.)              | Leysen Dom (68' Mueanta), Pletinckx, Schingtienne, Miguel Misao (73' Kiyine), Maertens (79' Acquah), Banzuzi Thorsteinsson (69' Opoku), N'Dri                            | 24' Banzuzi                                                  |
| 1 november 2023 18:00 King Power at Den Dreef Stadion Heverlee Ref.: Tom Stevens Toeschouwers: 10.020              | Schlomo 13' Miguel 26' Maertens 42' Banzuzi 73' N'Dri 78' (pen.) | 1 – 0 2 – 0 3 – 0 4 – 0 5 – 0                               |                                                    | Leysen Dom (68' Mueanta), Pletinckx, Schingtienne, Miguel Misao (73' Kiyine), Maertens (79' Acquah), Banzuzi Thorsteinsson (69' Opoku), N'Dri                            | 24' Banzuzi                                                  |
| 1/8ste finale |                                                                  |                                                             |                                                    | |                                                              |
| 6 december 2023 20:00 Burgemeester Graaf Leopold Lippens Park Knokke Ref.: Simon Bourdeaud'hui Toeschouwers: 3.000 | Knokke FC (1e Nat.)                                              | 1 – 1 (n.v.) (2 – 4) (n.s.)                                 | OH Leuven                                          | Leysen Sagrado, Pletinckx , Dom (63' Shlomo), Mendyl Banzuzi (46' Schrijvers), Schingtienne, Maziz Thorsteinsson, N'Dri (79' Holzhauser), Nsingi (46' Brunes)            | 35' Banzuzi 61' Dom 78' Shlomo 88' Mendyl 119' Thorsteinsson |
| 6 december 2023 20:00 Burgemeester Graaf Leopold Lippens Park Knokke Ref.: Simon Bourdeaud'hui Toeschouwers: 3.000 | Pieters 45+3' Aelterman Bailly Jalloh Addo                       | 0 – 1 1 – 1 Pen.: 0 – 1 1 – 1 1 – 2 2 – 2 2 – 3 2 – 4 2 – 4 | 24' Dom Schrijvers Thorsteinsson Brunes Holzhauser | Leysen Sagrado, Pletinckx , Dom (63' Shlomo), Mendyl Banzuzi (46' Schrijvers), Schingtienne, Maziz Thorsteinsson, N'Dri (79' Holzhauser), Nsingi (46' Brunes)            | 35' Banzuzi 61' Dom 78' Shlomo 88' Mendyl 119' Thorsteinsson |
| Kwartfinale |                                                                  |                                                             |                                                    | |                                                              |
| 24 januari 2024(1) 20:30 King Power at Den Dreef Stadion Heverlee Ref.: Bert Put Toeschouwers: 5.888               | OH Leuven                                                        | 2 – 3                                                       | Antwerp FC                                         | Leysen Schingtienne, Dom (90+4' Ricca), Shlomo, Pletinckx (59' Banzuzi) Miguel (72' Brunes), Sagrado, Schrijvers (59' Maertens), Maziz Thorsteinsson (59' Nsingi), N'Dri | 64' Banzuzi 90' Shlomo                                       |
| 24 januari 2024(1) 20:30 King Power at Den Dreef Stadion Heverlee Ref.: Bert Put Toeschouwers: 5.888               | Maziz 2' Maertens 79'                                            | 1 – 0 1 – 1 1 – 2 1 – 3 2 – 3                               | 8' (pen.) Janssen 18' Janssen 54' Van den Bosch    | Leysen Schingtienne, Dom (90+4' Ricca), Shlomo, Pletinckx (59' Banzuzi) Miguel (72' Brunes), Sagrado, Schrijvers (59' Maertens), Maziz Thorsteinsson (59' Nsingi), N'Dri | 64' Banzuzi 90' Shlomo                                       |

(1): Deze wedstrijd stond oorspronkelijk gepland op 17 januari, maar werd uitgesteld omwille van sneeuwval.

## Statistieken
Bijgewerkt tot 25/05/2024

### Jupiler Pro League

#### Goals
| # | Naam                    | Goals |
| - | ----------------------- | ----- |
| 1 | Youssef Maziz           | 7     |
| 1 | Jón Dagur Thorsteinsson | 7     |
| 2 | Mathieu Maertens        | 6     |
| 3 | Jonatan Braut Brunes    | 3     |
| 3 | Hamza Mendyl            | 3     |
| 3 | Nachon Nsingi           | 3     |
| 3 | Ewoud Pletinckx         | 3     |
| 3 | Siebe Schrijvers        | 3     |
| 4 | Ezechiel Banzuzi        | 2     |
| 4 | Nathan Opoku            | 2     |
| 4 | Richie Sagrado          | 2     |
| 5 | Kento Misao             | 1     |
| 5 | Florian Miguel          | 1     |
| 5 | Suphanat Mueanta        | 1     |
| 5 | Federico Ricca          | 1     |
| 5 | Franco Russo            | 1     |
| 5 | Joël Schingtienne       | 1     |
| 5 | Raz Schlomo             | 1     |

#### Assists
| # | Naam                      | Assists |
| - | ------------------------- | ------- |
| 1 | Jón Dagur Thorsteinsson\| | 8       |
| 2 | Youssef Maziz             | 6       |
| 3 | Nachon Nsingi             | 4       |
| 4 | Siebe Schrijvers          | 3       |
| 5 | Florian Miguel            | 2       |
| 5 | Hamza Mendyl              | 2       |
| 6 | Takahiro Akimoto          | 1       |
| 6 | Jonatan Braut Brunes      | 1       |
| 6 | Joren Dom                 | 1       |
| 6 | Sofian Kiyine             | 1       |
| 6 | Mathieu Maertens          | 1       |
| 6 | Konan N'Dri               | 1       |
| 6 | Nathan Opoku              | 1       |
| 6 | Richie Sagrado            | 1       |
| 6 | Thibault Vlietinck        | 1       |

### Beker van België

#### Goals
| # | Naam             | Goals |
| - | ---------------- | ----- |
| 1 | Mathieu Maertens | 2     |
| 2 | Ezechiel Banzuzi | 1     |
| 2 | Joren Dom        | 1     |
| 2 | Youssef Maziz    | 1     |
| 2 | Florian Miguel   | 1     |
| 2 | Konan N'Dri      | 1     |
| 2 | Raz Schlomo      | 1     |

#### Assists
| # | Naam                    | Assists |
| - | ----------------------- | ------- |
| 1 | Jón Dagur Thorsteinsson | 2       |
| 2 | Konan N'Dri             | 1       |
| 2 | Nachon Nsingi           | 1       |
| 2 | Nathan Opoku            | 1       |
| 2 | Joël Schingtienne       | 1       |

2009/10 · 2010/11 · 2011/12 · 2012/13 · 2013/14 · 2014/15 · 2015/16 · 2016/17 · 2017/18 · 2018/19 · 2019/20 · 2020/21 · 2021/22 · 2022/23 · 2023/24 · 2024/25